# Cristo Rey, León
Cristo Rey är en ort i Mexiko.   Den ligger i kommunen León och delstaten Guanajuato, i den centrala delen av landet, 300 km nordväst om huvudstaden Mexico City. Cristo Rey ligger 1 852 meter över havet och antalet invånare är 557.
Terrängen runt Cristo Rey är kuperad åt nordost, men åt sydväst är den platt. Runt Cristo Rey är det mycket tätbefolkat, med 1 313 invånare per kvadratkilometer. Närmaste större samhälle är León de los Aldama, 10,1 km väster om Cristo Rey. Trakten runt Cristo Rey består till största delen av jordbruksmark.